# 루니 바르다지
루니 바르다그지 (Roony Bardghji, 2005년 11월 15일 ~ )는 스웨덴의 축구 선수이며, 현재 스페인 라리가의 바르셀로나에서 우측 윙어로 뛰고 있다.